# Money on My Mind
«Money on My Mind» (en español: «Dinero en mi Mente») es una canción del cantautor británico Sam Smith. Fue lanzado el 16 de febrero de 2014 como el segundo sencillo de su álbum debut In the Lonely Hour lanzado en mayo de 2014. Lideró la lista de sencillos del Reino Unido, convirtiéndose en su primer número uno como artista principal. Anteriormente, había logrado esta condición pero como artista invitado para Naughty Boy en el sencillo «La La La» en 2013. La canción también ha ingresado en otras listas europeas como Austria, Bélgica, España, Dinamarca, Alemania y los Países Bajos. La canción fue compuesta por el mismo Smith con producción de Ben Ash bajo el alías Two Inch Punch y mezclado por Steve Fitzmaurice.

## Video musical
Fue dirigido por Jamie Thraves y en él muestra a Sam paseando por Las Vegas, y observando como las personas ganan y pierden dinero en la capital de los casinos.

## Lista de canciones
| Descarga digital |                                     |          |  |
| N.º              | Título                              | Duración |  |
| 1.               | «Money on My Mind»                  | 3:14     |  |
| 2.               | «Money on My Mind» (MK Remix)       | 6:35     |  |
| 3.               | «Money on My Mind» (Le Youth Remix) | 3:03     |  |
| 4.               | «Money on My Mind» (salute Remix)   | 3:42     |  |

## Posicionamiento en listas y certificaciones
| Listas (2014)                             | Mejor posición |
| ----------------------------------------- | -------------- |
| Alemania (Media Control AG)               | 11             |
| Australia (ARIA Singles Chart)            | 51             |
| Austria (Ö3 Austria Top 40)               | 11             |
| Bélgica (Flandes) (Ultratop 50)           | 18             |
| Bélgica (Ultratip valona)                 | 8              |
| Dinamarca (Tracklisten)                   | 18             |
| Escocia (The Official Charts Company)     | 1              |
| Eslovaquia (Singles Digitál Top 100)      | 16             |
| España (Top 100 Canciones)                | 33             |
| Estados Unidos (Bubbling Under Hot 100)   | 7              |
| Euro Digital Songs                        | 7              |
| Francia (SNEP)                            | 31             |
| Hungría (Rádiós Top 40)                   | 22             |
| Irlanda (IRMA)                            | 4              |
| Japón (Japan Hot 100)                     | 78             |
| Países Bajos (Dutch Top 40)               | 32             |
| Nueva Zelanda (Recorded Music NZ)         | 12             |
| Reino Unido (UK Singles Chart)            | 1              |
| República Checa (Singles Digitál Top 100) | 16             |
| Suecia (Sverigetopplistan)                | 18             |
| Suiza (Schweizer Hitparade)               | 17             |

| País        | Lista (2014)                | Posición |
| ----------- | --------------------------- | -------- |
| Alemania    | Media Control Charts        | 62       |
| Bélgica     | Ultratop flamenca           | 83       |
| Dinamarca   | Tracklisten                 | 27       |
| Reino Unido | The Official Charts Company | 18       |
| Suecia      | Sverigetopplistan           | 60       |

### Certificaciones
| País           | Organismo certificador | Certificación | Simbolización | Ventas  | Ref.   |
| -------------- | ---------------------- | ------------- | ------------- | ------- | ------ |
| Alemania       | BVMI                   | Oro           | ●             | 150 000 | [ 29 ] |
| Estados Unidos | RIAA                   | Oro           | ●             | 500 000 | [ 30 ] |
| Italia         | FIMI                   | Platino       | ▲             | 50 000  | [ 31 ] |
| Países Bajos   | NVPI                   | 2× Platino    | 2▲            | 80 000  | [ 32 ] |
| Reino Unido    | BPI                    | Platino       | ▲             | 600 000 | [ 33 ] |
| Suecia         | IFPI Suecia            | 2× Platino    | 2▲            | 80 000  | [ 34 ] |

### Sucesión en listas
| Anterior: «Rather Be» de Clean Bandit con Jess Glynne | UK Singles Chart — Sencillo Nro 1 23 de febrero de 2014 — 2 de marzo de 2014 | Siguiente: «Happy» de Pharrell Williams |